# Eddy Smook
Eddy Smook (Dalfsen. 18 november 1968) is een voormalig Nederlands voetballer die in het seizoen 1990/91 onder contract stond bij FC Zwolle. Hij speelde als middenvelder.

## Statistieken
| Seizoen | Club      | Land      | Competitie | Wed. | Goals |
| ------- | --------- | --------- | ---------- | ---- | ----- |
| 1990/91 | FC Zwolle | Nederland | Eredivisie | 17   | 1     |
| Totaal  | Totaal    | Totaal    | Totaal     | 17   | 1     |